# Dale (Indiana)
Dale es un pueblo ubicado en el condado de Spencer en el estado estadounidense de Indiana. En el Censo de 2010 tenía una población de 1593 habitantes y una densidad poblacional de 395,28 personas por km².

## Geografía
Dale se encuentra ubicado en las coordenadas 38°10′25″N 86°59′15″O / 38.17361, -86.98750. Según la Oficina del Censo de los Estados Unidos, Dale tiene una superficie total de 4.03 km², de la cual 4 km² corresponden a tierra firme y (0.64%) 0.03 km² es agua.

## Demografía
Según el censo de 2010, había 1593 personas residiendo en Dale. La densidad de población era de 395,28 hab./km². De los 1593 habitantes, Dale estaba compuesto por el 84.62% blancos, el 0.38% eran afroamericanos, el 0.13% eran amerindios, el 0.56% eran asiáticos, el 0% eran isleños del Pacífico, el 12.55% eran de otras razas y el 1.76% pertenecían a dos o más razas. Del total de la población el 18.14% eran hispanos o latinos de cualquier raza.